# 1956年の宝塚歌劇公演一覧
本項目では、1956年の宝塚歌劇公演一覧（1956ねんのたからづかかげきこうえんいちらん）について示す。

## 一覧
（）内は、作者または演出者名。

### 宝塚公演

#### 星組
- 1月1日 - 1月30日　宝塚大劇場
  - 『鏡獅子』（水田茂　作、天津乙女　改修）
  - 『若草物語』（内海重典）

#### 雪組
- 2月1日 - 2月27日　宝塚大劇場
  - 『雪と薔薇』（高木史朗）
  - 『オテナの塔』（北村寿夫　作、平井正一郎　脚本・演出）

#### 月組
- 3月1日 - 3月30日　宝塚大劇場
  - 『ローサ・フラメンカ<スペインの情熱>』（菊田一夫　作、春日野八千代　演出）

#### 花組
- 4月1日 - 4月29日　宝塚大劇場
  - 『聨隊の娘』（白井鐡造）
  - 『春の踊り<美しき日本>』（白井鐡造）

#### 雪組
- 5月1日 - 5月30日　宝塚大劇場
  - 『緑のハイデルベルヒ』（内海重典）
  - 『かっぱの姫君』（高木史朗）

#### 星組
- 6月1日 - 6月29日　宝塚大劇場
  - 『静御前』（白井鐡造）
  - 『ホノルル・ホリデー』（白井鐡造　製作、横澤英雄　構成、道広秀二　脚本）

#### 花組
- 7月1日 - 7月30日　宝塚大劇場
  - 『船辨慶』（水田茂、天津乙女　改修）
  - 『帰らざる女』（内海重典）

#### 月組
- 8月1日 - 8月30日　宝塚大劇場
  - 『貴妃酔酒』（堀正旗　作、小野晴通　改修・演出）
  - 『インディアン・ラヴ・コール』（白井鐡造）

#### 星組
- 9月1日 - 9月30日　宝塚大劇場
  - 『私のアンジェラ』（高崎邦祐）
  - 『うつぼ舟』（長尾和明）
  - 『刀を抜いて』（岡本一平　作、高木史朗　構成・演出）

#### 雪組
- 10月2日 - 10月30日　宝塚大劇場
  - 『ペロー博士の贈物』（飯沢匡　作、高木史朗　演出）
  - 『浦島もの狂い』（平井正一郎）
  - 『夜霧の女』（竹内弘光）

#### 花組
- 11月1日 - 11月29日　宝塚大劇場
  - 『浮かれ大名』（武智鉄二）
  - 『天使と山賊』（菊田一夫　作、春日野八千代　演出）

#### 月組
- 12月2日 - 12月26日　宝塚大劇場
  - 『嵐の姉妹』（内村禄哉　作、白井鐡造）
  - 『深雪物語』（菅沼潤）
  - 『クリスマス・ホリデー』（渡辺武夫　演出、横澤英雄　構成・演出）

### 東京公演

#### 花組
- 1月1日 - 1月26日　東京宝塚劇場
  - 『ワルシャワの恋の物語<君の名は>』（菊田一夫）

#### 雪組
- 3月16日 - 4月8日　東京宝塚劇場
  - 『雪と薔薇』（高木史朗）
  - 『オテナの塔』（北村寿夫　作、平井正一郎　脚本・演出）

#### 星組
- 4月10日 - 4月29日　東京宝塚劇場
  - 『鏡獅子』（水田茂　作、天津乙女　改修）
  - 『若草物語』（内海重典）

#### 月組
- 6月1日 - 7月2日　東京宝塚劇場
  - 『ローサ・フラメンカ<スペインの情熱>』（菊田一夫　作、春日野八千代　演出）

#### 雪組
- 8月3日 - 8月29日　東京宝塚劇場
  - 『船辨慶』（水田茂　作、天津乙女　改修）
  - 『かっぱの姫君』（高木史朗）

#### 星組
- 11月2日 - 11月27日　東京宝塚劇場
  - 『刀を抜いて』（岡本一平　作、高木史朗　構成・演出）
  - 『ラブ・パレード』（白井鐡造）

### 宝塚・東京以外の日本公演

#### 月組
- 1月24日・25日　徳山・広島
  - 『十三鐘』（小野晴通）
  - 『二人袴』（水田茂）
  - 『ハワイの伯母さん』（白井鐡造）

#### 宝塚アイスショー
- 3月17日 - 3月21日　福岡スポーツセンター
  - 『宝塚オン・アイス・1956』

#### 月組
- 4月5日 - 4月11日　名古屋・毎日会館
  - 『ハワイの伯母さん』（白井鐡造）
  - 『十三鐘』（小野晴通）
  - 『南の哀愁』（内海重典）

- 4月13日 - 4月16日　豊橋、飯田
  - 『ハワイの伯母さん』（白井鐡造）
  - 『十三鐘』（小野晴通）
  - 『南の哀愁』（内海重典）

- 4月24日 - 4月29日　益田、出雲
  - 『娘道成寺』（錢谷信昭）
  - 『ハワイの伯母さん』（白井鐡造）
  - 『南の哀愁』（内海重典）

#### 花組
- 5月23日 - 5月28日　北九州八幡
  - 『宝塚踊り』
  - 『棒しばり』（水田茂）

#### 雪組
- 6月17日 - 6月29日　岩国、広島、宇部、岡山、倉敷、西条
  - 『四つのファンタジア』（白井鐡造）
  - 『棒しばり』（水田茂）
  - 『南の哀愁』（内海重典）
  - 『ハワイの伯母さん』（白井鐡造）

#### 月組・ハワイ組
- 7月16日 - 7月22日　名古屋・毎日会館
  - 『二人袴』（水田茂）
  - 『日本の花』（高木史朗）

#### 月組
- 10月10日 - 10月15日　熊本
  - 『宝三番叟』
  - 『ハワイの伯母さん』（白井鐡造）
  - 『日本の花』（高木史朗）

- 10月24日 - 10月29日　敦賀、福井、富山、金沢
  - 『宝三番叟』
  - 『ハワイの伯母さん』（白井鐡造）
  - 『日本の花』（高木史朗）

#### 雪組
- 11月16日 - 12月25日　大阪・梅田コマ劇場
- 第1回コマミュージカル
  - 『独楽三番叟』（武智鉄二）
  - 『これがコマだ』（高木史朗）

### 第二回ハワイ公演
- 1956年3月22日日本出発、4月23日帰国。

公演日と公演地
- 3月29日（特別公演）、3月30日 - 4月3日（第1部）、4月4日 - 8日（第2部）　ホノルルのマッキンレー高校
- 4月9日・10日（特別公演）　スコフィールド陸軍兵営

演目
第1部：『棒しばり』（水田茂　作、天津乙女　演出）、『春の踊り(レインボー宝塚)』（白井鐡造　作・演出）
第2部：『二人袴』（水田茂　作、天津乙女　演出）、『日本の花』（高木史朗　演出）
参加者
- 団長：梅田健一

生徒：
- 畷克美
- 藤代彩子
- 南悠子
- 故里明美
- 深山さくら
- 槇克巳
- 宇治かほる
- 千波竜子
- 時雨乙和
- 栄みゆき

- 大和七海路
- 千曲八重子
- 松乃みどり
- 本城珠喜
- 星空ひかる
- 高羽千鶴
- 毬るい子
- 京山美和子
- 美杉てい子
- 那智わたる

（生徒20名）